# Alejandro Hernández Cárdenas
Alejandro Hernández Cárdenas (Ciudad Juárez, Chihuahua, 29 de julio de 1957) es un galardonado forense mexicano, conocido por patentar una fórmula, única en todo el mundo, que se utiliza para rehidratar cadáveres, con el fin de identificarlos o conocer la causa de muerte.

## Aporte a la ciencia forense
El doctor Hernández trabaja en el Servicio Médico Forense (Semefo) de Ciudad Juárez y su fórmula para rehidratar cadáveres y facilitar su identificación posee una patente otorgada por el Instituto Mexicano de la Propiedad Industrial. La fórmula ayuda no solo a rehidratar los dedos para poder obtener huellas dactilares, sino todo el cuerpo, lo que permite reconocer rasgos faciales y rasgos característicos, como lunares, tatuajes y cicatrices, además de lesiones que pueden ayudar a definir la causa de muerte. 

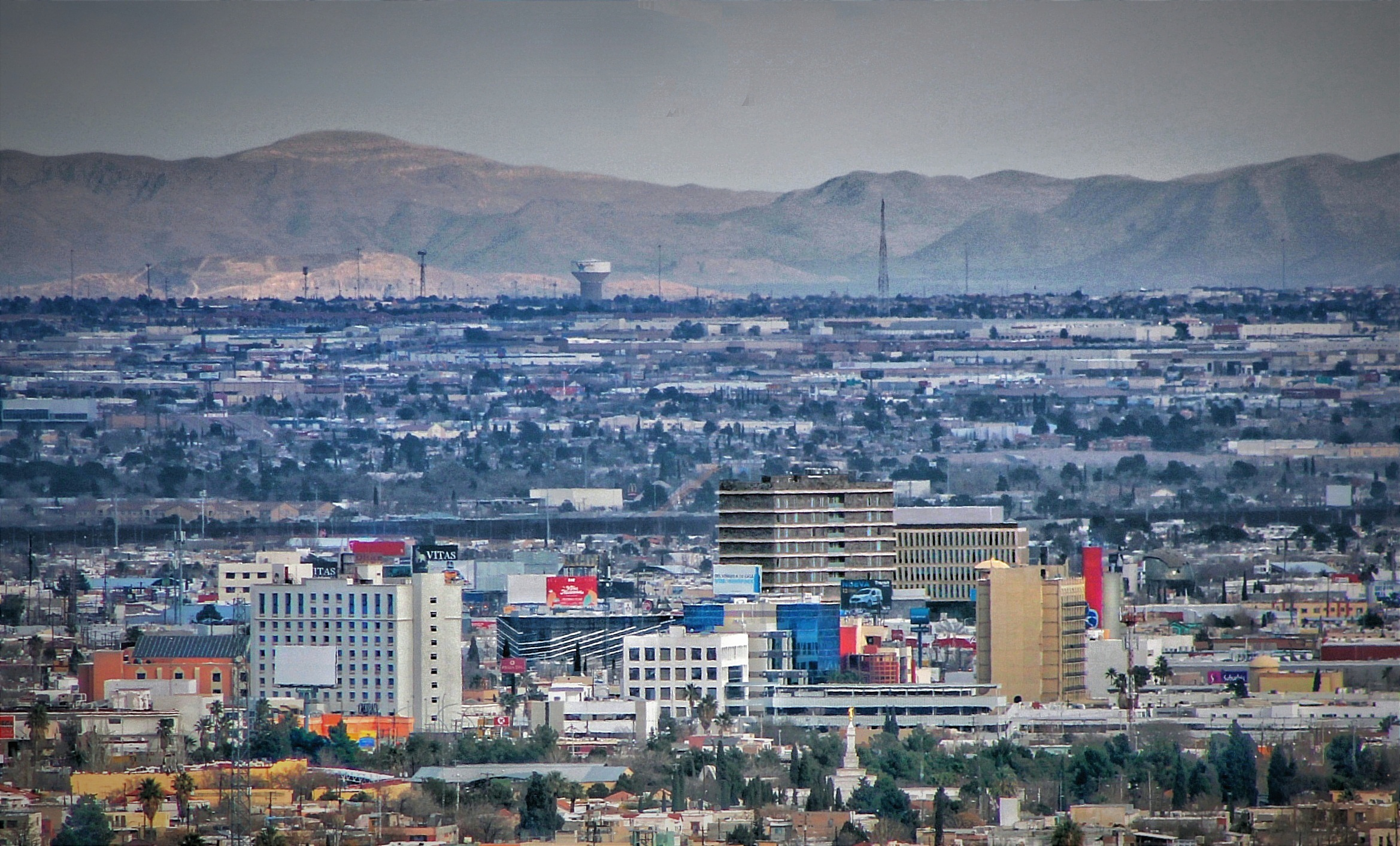
Vista de Ciudad Juárez, donde trabaja el doctor Hernández

Según el doctor Hernández, su deseo por ser forense se manifestó cuando tenía 18 años. Luego estudió Odontología y en 1977 tuvo su primer acercamiento con la ciencia forense al ayudar a identificar a algunos cadáveres por sus dentaduras. En 2004 terminó de perfeccionar su técnica, después de haber experimentado con dedos humanos y carne de cerdo. Según dice, ese año sacó un dedo de la fórmula perfeccionada y parecía un dedo nuevo. En 2008 logró rehidratar un cuerpo entero. Los cadáveres pueden ser rehidratados estando en avanzado estado de putrefacción, siempre y cuando no se encuentren en la etapa de licuefacción o ya esqueletizados.

En palabras del doctor Hernández, la motivación para llegar a esta fórmula fue la siguiente:
"Creo que hago este trabajo porque me sentí afectado por la idea de que estos cadáveres vayan a la fosa común o de que sus familias no sean capaces de llorar su muerte apropiadamente".
Entre 2008 y 2011 Ciudad Juárez ocupó el número 1 como capital de los asesinatos y no es casual que en un territorio con tanta violencia, en el que se vive una guerra contra el narcotráfico, hayan habido importantes avances científicos en la ciencia forense. El método consiste en sumergir a los cadáveres en una suerte de jacuzzi donde se los deja algunas semanas, hasta que adquieran un aspecto adecuado. El trabajo de Hernández, catalogado por algunos como "una técnica sin precedentes" o una "revolución para la ciencia forense",  ha recibido varios reconocimientos del Estado Mexicano. Asimismo, han mostrado interés en su trabajo el FBI y la DEA.

## Reconocimientos
- Recibió la Presea Fray García de San Francisco, el más alto reconocimiento de la Ciudad Juárez.[12]
- Recibió el saludo y reconocimiento oficial del Senado Mexicano por su trabajo en la rehidratación de cadáveres.[13]